# Xóchitl Gálvez
Bertha Xóchitl Gálvez Ruiz (Tepatepec, Hidalgo, 22 februari 1963) is een Mexicaans politicus en ondernemer. Gálvez was oppositiekandidaat tijdens de presidentsverkiezingen van 2024.

## Vroege jaren
Gálvez volgde de middelbare school in Mixquiahuala in de deelstaat Hidalgo en studeerde informatica aan de Nationale Autonome Universiteit in Mexico-Stad. In 1992 startte ze haar eerste onderneming, genaamd High Tech Services, een bedrijf van technologische diensten voor het beheer van gebouwen. Ze werd gekozen tot ondernemer van het jaar in 1994 en 1995. Tevens verkreeg ze onderscheidingen voor haar sociale activiteiten. In 1999 werd ze door het World Economic Forum opgenomen in de lijst van 100 toekomstige wereldleiders.

## Politieke carrière
Gálvez begon haar politieke carrière tijdens de regering van Vicente Fox (2000-2006) als directeur van het nationale instituut voor inheemse volken. In 2010 was ze de kandidaat van de partijen PAN, PRD, MC en PT voor het gouverneurschap van de deelstaat Hidalgo. Met 47% van de stemmen werd ze niet verkozen.
In 2015 werd Gálvez verkozen tot burgemeester van Miguel Hidalgo. In 2018 werd ze gekozen in de Senaat.
In juli 2023 gaf ze aan kandidaat te willen worden voor de oppositiepartijen PAN, PRI en PRD voor de presidentsverkiezingen van 2024. President López Obrador behandelde haar meteen als de gedoodverfde oppositiekandidaat. Begin september 2023 werd Gálvez door PAN, PRI en PRD uitgeroepen als hun kandidaat.Bij de verkiezingen op 2 juni 2024 verkreeg Gálvez 27.45% van de stemmen.
- Library of Congress Control Number: no2010188446
- Système universitaire de documentation: 136235182
- Virtual International Authority File: 160418931